# Baj
Baj is een plaats (község) en gemeente in het Hongaarse comitaat Komárom-Esztergom. Baj telt 2723 inwoners (2001).

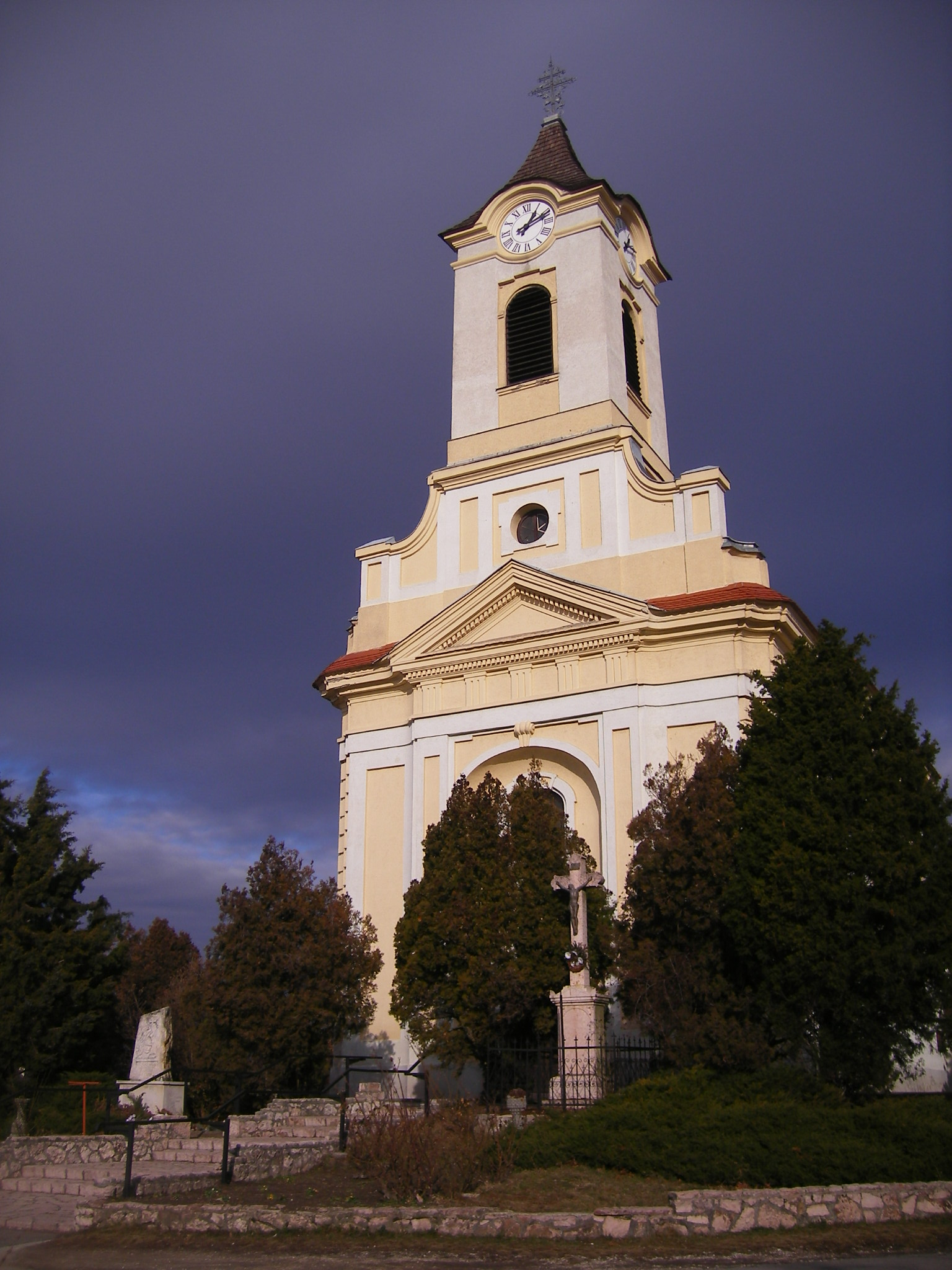
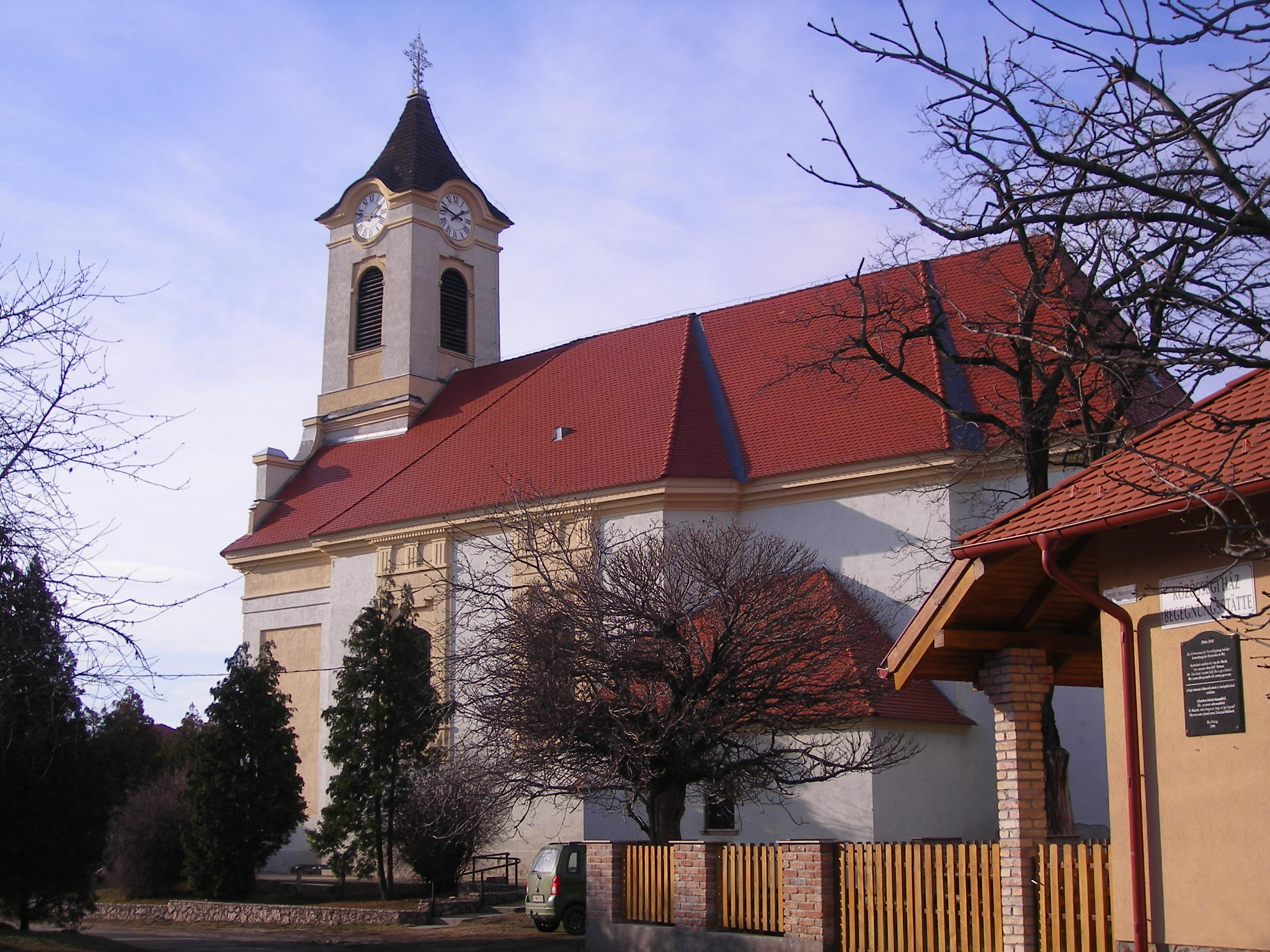
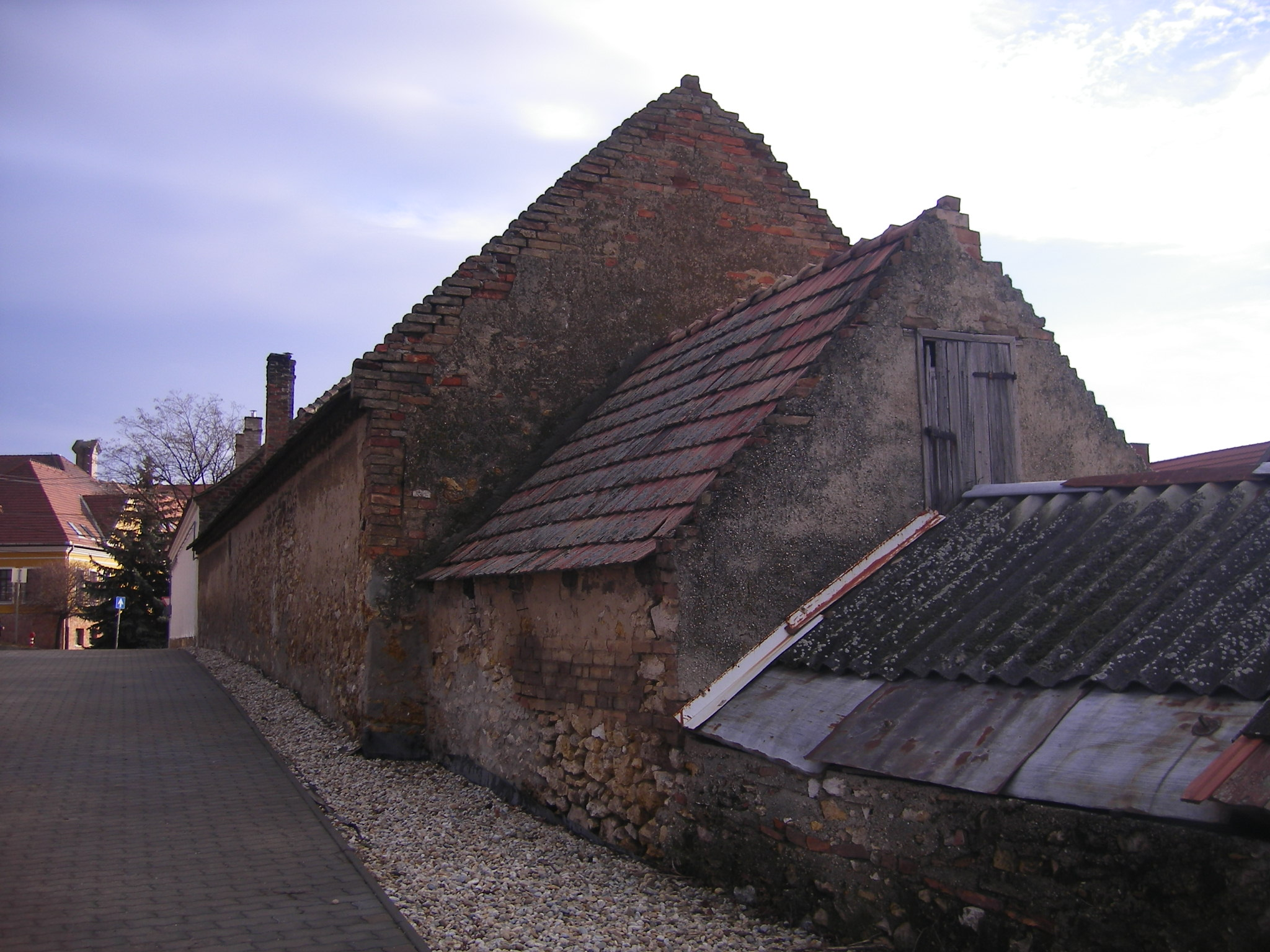
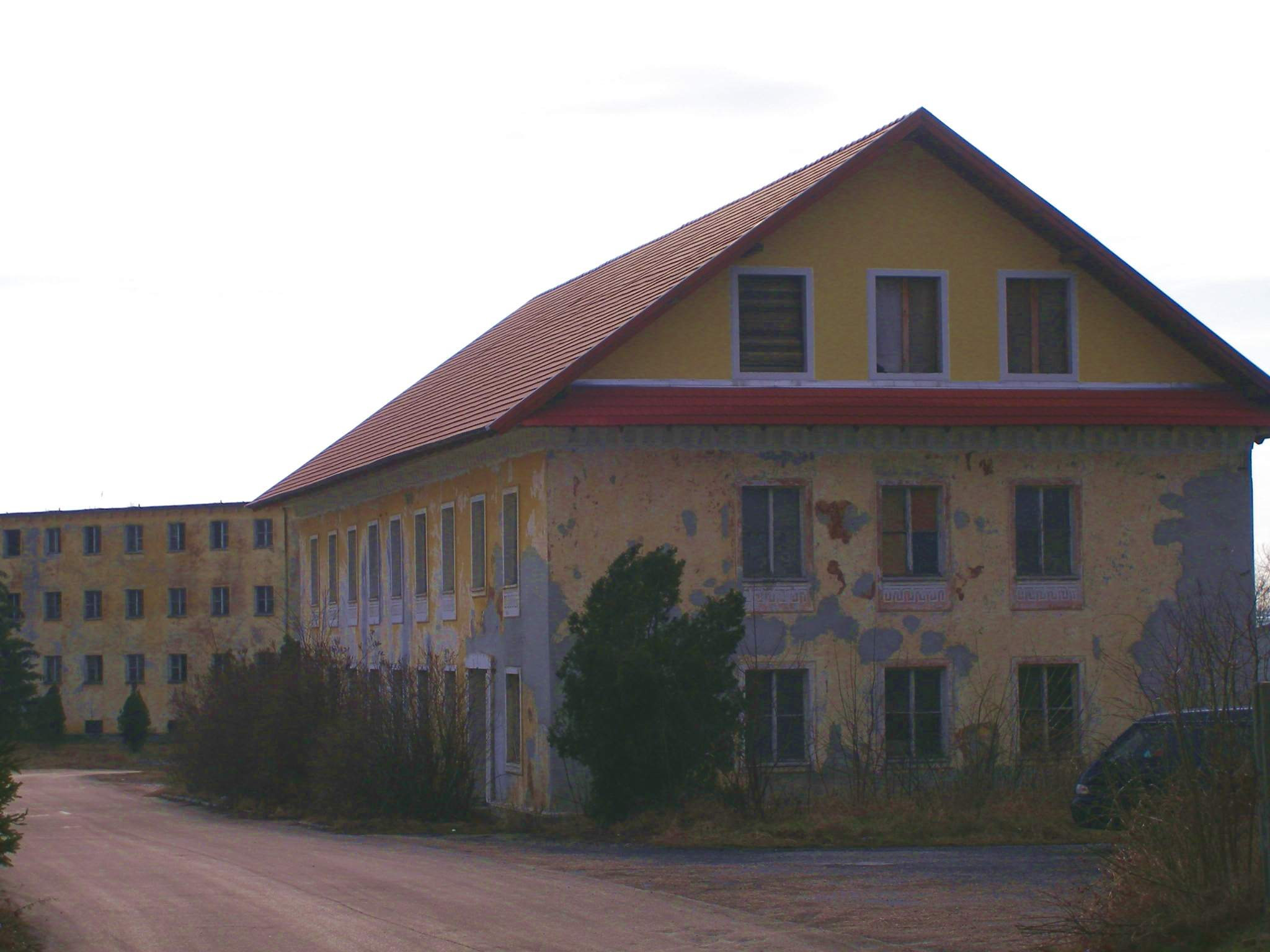
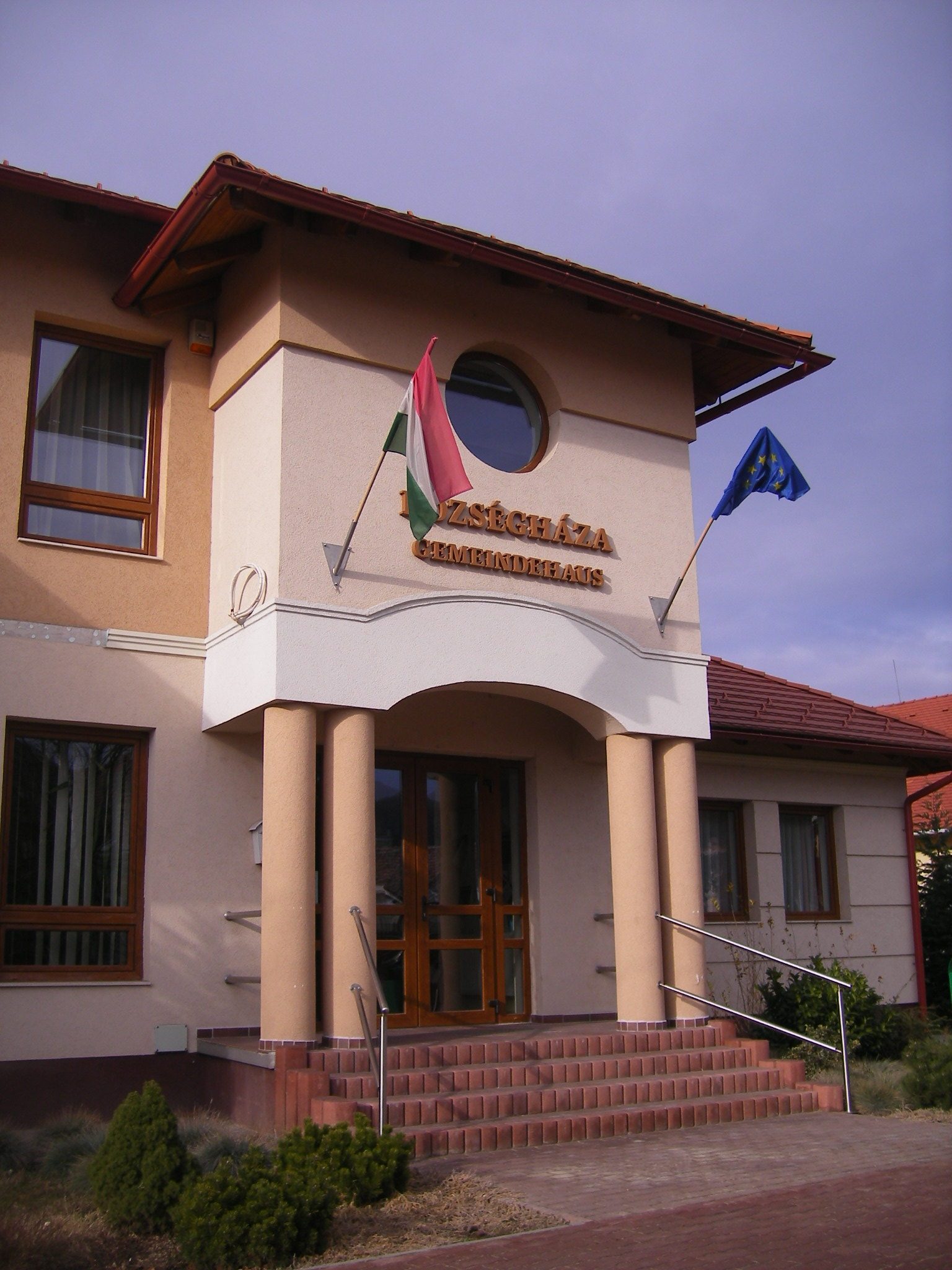
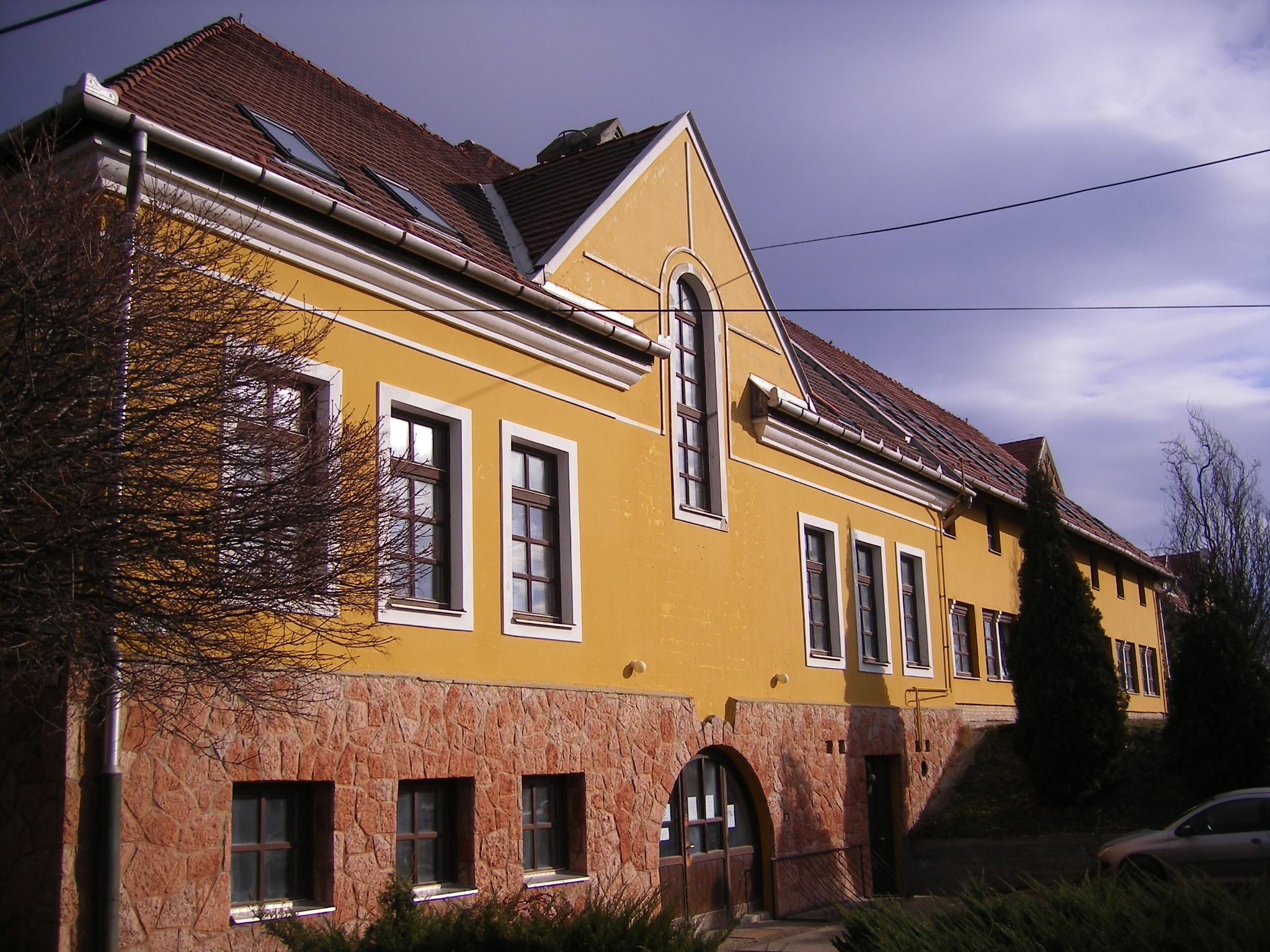